# Charles Plosser
Charles Irving Plosser (nacido el 19 de septiembre de 1948) es un expresidente del Banco de la Reserva Federal de Filadelfia que prestó servicios desde el 1 de agosto de 2006 hasta el 1 de marzo de 2015. Un macroeconomista académico, es bien conocido por su trabajo en los ciclos económicos reales, un término que él y John B. Long, Jr. acuñaron. Específicamente, escribió junto con Charles R. Nelson en 1982 un trabajo influyente titulado "Tendencias y caminatas aleatorias en series cronológicas macroeconómicas" en el que abordaron la hipótesis de choques permanentes que afectan al producto agregado (PIB).

## Biografía
Plosser nació en Birmingham, Alabama, y se graduó de Indian Springs School en Indian Springs, Alabama. Obtuvo una licenciatura en ingeniería de la Universidad de Vanderbilt en 1970 y Ph.D. y MBA de la Universidad de Chicago en 1976 y 1972, respectivamente.
Antes de unirse a la Fed de Filadelfia, Plosser fue el decano de la Escuela de Graduados en Administración de Empresas William E. Simon en la Universidad de Rochester durante 12 años. También se desempeñó al mismo tiempo como el distinguido profesor de economía y políticas públicas John M. Olin de la escuela. Plosser también fue coeditor del Journal of Monetary Economics durante más de 20 años.